# Volley 80 Pétange (maschile)
Il Volley 80 Pétange è una società pallavolistica maschile lussemburghese con sede a Pétange. Attualmente milita nel massimo campionato lussemburghese.

## Storia della società
Il Volley 80 Pétange fu fondato il 20 marzo 1980 da Firmin Martiny: la squadra era allenata da Patrick Lebon. Circa dieci anni dopo il club raggiunse la Nationaldivision.
Nella stagione 1996-97 arrivarono i primi successi, con la vittoria del campionato e della coppa nazionale: negli anni successivi, anche se non costantemente, la squadra ha ottenuto diverse vittorie in entrambe le manifestazioni. Questi risultati hanno permesso al club di partecipare a diverse competizioni europee, senza però raggiungere traguardi importanti.

## Palmarès
- Campionato lussemburghese: 5

1996-97, 1997-98, 1999-00, 2007-08, 2008-09
- Coppa di Lussemburgo: 7

1996-97, 1997-98, 1998-99, 2001-02, 2002-03, 2003-04, 2005-06